# Kurzer 8 cm Granatwerfer 42
Il kurzer 8 cm Granatwerfer 42 o kz 8 cm GrW 42 era un mortaio tedesco usato durante la seconda guerra mondiale.

## Storia
Il mortaio fu sviluppato come versione alleggerita con canna accorciata dell'8 cm Granatwerfer 34 della Rheinmetall. Inizialmente destinato ai paracadutisti (Fallschirmjäger), venne assegnato anche alla fanteria, andando a rimpiazzare il 5 cm leichter Granatwerfer 36 quando emerse chiaramente l'inadeguatezza di quest'ultimo. Fu sviluppato tra il 1940 ed il 1941 dalla Rheinmetall di Düsseldorf ed entrò in servizio l'anno successivo. Era anche soprannominato "Stummelwerfer" o "Stump-Thrower".

## Tecnica
La struttura dell'arma era la stessa del GrW 34, formata da canna, piastra e da un affusto, scomponibili per il trasporto. La canna era accorciata di 396 mm, con conseguente riduzione della gittata. Tuttavia, impiegando lo stesso munizionamento del GrW 34 da 3,5 kg, il kz GrW 42 sparava una granata tre volte e mezza più pesante due volte più lontano rispetto al lGrW 36 che andava a sostituire, pur essendo due volte più leggero. Alcuni esemplari vennero dotati di un sistema di sparo a distanza con cordicella.